# Vav
Vav (symbol ו; hebrejsky וַו‎, וו‎) je šesté písmeno hebrejského písma. Jeho ekvivalentem ve fénické abecedě je 𐤅. To je předchůdcem řeckého ypsilon (ϒ/υ) a archaické digamy (Ϝ/ϝ), v latince písmen F, U, V, W a Y. Čte se nejčastěji jako [v] nebo jako samohlásky [o] a [u].
Samotné slovo vav znamená v hebrejštině „hák“, ovšem protože vychází z jodu, který symbolizuje Boha a je základem všech hebrejských písmen je vav spojnicí mezi člověkem a bohem, čili může být vykládán jako cesta, člověk, nekonečnost atp.

## Užití v hebrejštině
Písmeno vav má v moderní hebrejštině několik funkcí:
- Jako souhláska označuje znělou labiodentální frikativu [v] (v IPA), v tomto případě se občas používá jako zdůraznění zdvojení vavu (וו).
- Jako mater lectionis může být základem pro samohláskové znaky cholam gadol nebo šuruk.
- U nevokalizovaného zápisu může nahrazovat samohláskové znaky cholam katan nebo kubuc.

Ve spisovné moderní hebrejštině se samohláska cholam vyslovuje jako [o], kubuc a šuruk jako [u]; dialekty mají často výslovnost odlišnou.
Vav ve spojení s vokalizací šuruk (וּ) je jediná samohláska, která může stát na začátku slova, aniž by jí předcházela zapsaná souhláska. Ve výslovnosti se pak takovému šuruku obvykle předřazuje ráz.

## Užití v jidiš
V jidiš označuje samostatné písmeno vav samohlásku [ʊ], v dialektech někdy vyslovovanou jako [ɪ]. Vyskytuje se také jako součást spřežek „zdvojené vav“ (װ), označující souhlásku [v], a „vav jod“ (ױ), označující dvojhlásku [ɔɪ̯]. Vyskytne-li se ve slově vav a zdvojené vav vedle sebe, odliší se vav označující samohlásku buď vokalizací šuruk (וּװ, װוּ) nebo se samohláskovému vav předřadí nevyslovovaný alef (װאו, אוװ). Na rozdíl od hebrejštiny nemůže v jidiš slovech stát samohláskové vav nikdy na začátku slova; začíná-li slovo samohláskou [ʊ], zapíše se jako alef vav (או).

## Užití v ladinu
V jazyce ladino označuje písmeno vav samohlásku [o] nebo [u]. Sémanticky se jedná o dva různé významy, které se však v písmu nijak nerozlišují a je potřeba je dovodit podle kontextu. Na rozdíl od hebrejštiny nemůže v ladino slovech vav nikdy stát na začátku slova; začíná-li slovo samohláskou [o] nebo [u], zapíše se jako alef vav (או).

## Číselný význam
V systému hebrejských číslic má číselný význam 6.

## Přerušené vav
V tradičně psaném svitku Tóry se ve verši Nu 25, 12 (Kral, ČEP) zapisuje písmeno vav v posledním slově s uprostřed přerušenou svislou čarou. Podle rabínského výkladu tím má být zdůrazněna souvislost mezi (zapsaným) slovem „šalom“ a naznačeným významem „šalem“ (= úplný). Jinde se tato podoba vav neužívá a v Unicodu nemá samostatnou pozici.

## Další podoby písmene vav
| Znak            | וּ                               | וּ                               | וֹ                                | וֹ                                | װ                                  | װ                                  | ױ                               | ױ                               |
| --------------- | ------------------------------- | ------------------------------- | -------------------------------- | -------------------------------- | ---------------------------------- | ---------------------------------- | ------------------------------- | ------------------------------- |
| Název v Unicodu | Hebrew letter vav with dagesh   | Hebrew letter vav with dagesh   | Hebrew letter vav with holam     | Hebrew letter vav with holam     | Hebrew ligature yiddish double vav | Hebrew ligature yiddish double vav | Hebrew ligature yiddish vav yod | Hebrew ligature yiddish vav yod |
| Český název     | Hebrejské písmeno vav s dagešem | Hebrejské písmeno vav s dagešem | Hebrejské písmeno vav s cholamem | Hebrejské písmeno vav s cholamem | Hebrejské písmeno dvojité vav      | Hebrejské písmeno dvojité vav      | Hebrejské písmeno vav jod       | Hebrejské písmeno vav jod       |
| Kódování        | dec                             | hex                             | dec                              | hex                              | dec                                | hex                                | dec                             | hex                             |
| Unicode         | 64309                           | U+fb35                          | 64331                            | U+fb4b                           | 1520                               | U+05f0                             | 1521                            | U+05f1                          |
| UTF-8           | 239 172 181                     | ef ac b5                        | 239 173 139                      | ef ad 8b                         | 215 176                            | d7 b0                              | 215 177                         | d7 b1                           |
| Číselná entita  | &#64309;                        | &#xfb35;                        | &#64331;                         | &#xfb4b;                         | &#1520;                            | &#x05f0;                           | &#1521;                         | &#x05f1;                        |